# Jakub Drápal
Jakub Drápal (* 21. října 1990) je český právní vědec, aktivista a spisovatel.

## Kariéra
Vystudoval právo na Právnické fakultě Univerzity Karlovy v Praze a kriminologii na univerzitě v Cambridge. Následně působil jako postdok na Univerzitě v Leidenu.
Od září 2016 do ledna 2021 působil u Ústavního soudu coby asistent soudkyně Kateřiny Šimáčkové.
Věnuje se výzkumu v oblasti ukládání trestů a vězeňství. Často poskytuje rozhovory do médií na téma podmíněného trestu a trestání obecně.
V současné době působí jako pedagog a výzkumník na Právnické fakultě UK a také na Ústavu státu a práva AV ČR.
Je autorem projektu Jak trestáme, který umožňuje přístup ke statistikám udělených typů a výši trestů. 
Spolupracuje s Ministerstvem spravedlnosti a je součástí Pracovní skupiny pro trestní justici při Úřadu vlády.
V červnu 2025 byl jmenován docentem pro obor Trestní právo, kriminologie a kriminalistika.

## Aktivismus
V roce 2012 byl hlavním organizátorem akce na podporu Jiřího Pospíšila, kterého tehdejší premiér Petr Nečas odvolal z postu ministra spravedlnosti.
V roce 2023 zasáhl do prezidentské volby před prvním kolem, kdy zveřejnil sérii příspěvků na sociálních sítích, kritizující prezidentkou kandidátku Danuši Nerudovou a její vědecké praktiky. Jeho text četly desítky tisíc lidí a citovala jej řada médií.

## Osobní život
Jakub Drápal žije v Praze, je ženatý a je věřící evangelík.

## Ocenění
V roce 2020 získal v soutěži Právník roku ocenění v kategorii Talent roku pro právníky do 33 let.
Za svou knihu České vězeňství se stal držitelem autorské ceny Wolters Kluwer za rok 2022.
V roce 2023 obdržel cenu 2023 ESC Young European Criminologist Award od Evropské kriminologické společnosti (European Society of Criminology, ESC).
V roce 2025 se stal laureátem Ceny Bedřicha Hrozného za tvůrčí počin, oceněný byl za publikaci Podmíněný trest odnětí svobody: převládající, nepopsaný, nepřiměřený.
V roce 2025 byl oceněn cenou Czexpats in Science pro české vědce, kteří působí v zahraničí.

## Dílo
- Poslušen zákonů své země a svého stavu: Kamill Resler - obhájce K. H. Franka (2014) ISBN 978-80-87284-49-0
- Kriminologie pro 21. století (2021) ISBN 978-80-7380-852-5 (spoluautor)
- České vězeňství (2021) ISBN 978-80-76760-66-0
- Podmíněný trest odnětí svobody: převládající, nepopsaný, nepřiměřený (2024) ISBN 978-80-286-0018-1